# Rivedoux-Plage
Rivedoux-Plage és un municipi francès situat al departament del Charente Marítim i a la regió de la Nova Aquitània. L'any 2007 tenia 2.260 habitants.

## Demografia

### Població
El 2007 la població de fet de Rivedoux-Plage era de 2.260 persones. Hi havia 964 famílies de les quals 212 eren unipersonals (96 homes vivint sols i 116 dones vivint soles), 396 parelles sense fills, 300 parelles amb fills i 56 famílies monoparentals amb fills.
La població ha evolucionat segons el següent gràfic:
Habitants censats

### Habitatges
El 2007 hi havia 1.882 habitatges, 970 eren l'habitatge principal de la família, 900 eren segones residències i 12 estaven desocupats. 1.746 eren cases i 128 eren apartaments. Dels 970 habitatges principals, 646 estaven ocupats pels seus propietaris, 300 estaven llogats i ocupats pels llogaters i 24 estaven cedits a títol gratuït; 9 tenien una cambra, 58 en tenien dues, 228 en tenien tres, 319 en tenien quatre i 356 en tenien cinc o més. 775 habitatges disposaven pel capbaix d'una plaça de pàrquing. A 435 habitatges hi havia un automòbil i a 485 n'hi havia dos o més.

### Piràmide de població
La piràmide de població per edats i sexe el 2009 era:
| Homes | Edats   | Dones |
| ----- | ------- | ----- |
| 0     | 95 o +  | 0     |
| 20    | 90 a 94 | 0     |
| 16    | 85 a 89 | 28    |
| 12    | 80 a 84 | 4     |
| 40    | 75 a 79 | 44    |
| 40    | 70 a 74 | 60    |
| 88    | 65 a 69 | 48    |
| 56    | 60 a 64 | 68    |
| 28    | 55 a 59 | 48    |
| 88    | 50 a 54 | 68    |
| 52    | 45 a 49 | 84    |
| 92    | 40 a 44 | 80    |
| 52    | 35 a 39 | 68    |
| 44    | 30 a 34 | 44    |
| 44    | 25 a 29 | 24    |
| 44    | 20 a 24 | 44    |
| 56    | 15 a 19 | 36    |
| 96    | 10 a 14 | 32    |
| 32    | 5 a 9   | 36    |
| 28    | 0 a 4   | 32    |

## Economia
El 2007 la població en edat de treballar era de 1.432 persones, 1.015 eren actives i 417 eren inactives. De les 1.015 persones actives 894 estaven ocupades (485 homes i 409 dones) i 121 estaven aturades (59 homes i 62 dones). De les 417 persones inactives 185 estaven jubilades, 119 estaven estudiant i 113 estaven classificades com a «altres inactius».

### Ingressos
El 2009 a Rivedoux-Plage hi havia 1.032 unitats fiscals que integraven 2.381 persones, la mediana anual d'ingressos fiscals per persona era de 21.330 €.

### Activitats econòmiques
Dels 200 establiments que hi havia el 2007, 3 eren d'empreses extractives, 5 d'empreses alimentàries, 4 d'empreses de fabricació d'altres productes industrials, 35 d'empreses de construcció, 38 d'empreses de comerç i reparació d'automòbils, 5 d'empreses de transport, 25 d'empreses d'hostatgeria i restauració, 2 d'empreses d'informació i comunicació, 11 d'empreses financeres, 20 d'empreses immobiliàries, 28 d'empreses de serveis, 12 d'entitats de l'administració pública i 12 d'empreses classificades com a «altres activitats de serveis».
Dels 60 establiments de servei als particulars que hi havia el 2009, 1 era una oficina de correu, 1 una oficina bancària, 1 taller de reparació d'automòbils i de material agrícola, 1 establiment de lloguer de cotxes, 8 paletes, 10 guixaires pintors, 3 fusteries, 5 lampisteries, 4 electricistes, 3 perruqueries, 15 restaurants, 6 agències immobiliàries, 1 tintoreria i 1 saló de bellesa.
Dels 16 establiments comercials que hi havia el 2009, 2 eren supermercats, 3 fleques, 2 carnisseries, 1 una llibreria, 2 botigues de roba, 3 botigues de material esportiu, 2 drogueries i 1 una floristeria.
L'any 2000 a Rivedoux-Plage hi havia 3 explotacions agrícoles.

## Equipaments sanitaris i escolars
L'únic equipament sanitari que hi havia el 2009 era una farmàcia.
El 2009 hi havia una escola elemental.

## Poblacions més properes
El següent diagrama mostra les poblacions més properes.